# کاریتاس اتریش
کاریتاس اتریش (به آلمانی: Caritas Österreich) یک سازمان اجتماعی حمایت از کلیسای کاتولیک رومی است و بخشی از کاریتاس اینترنشنال است که در سال ۱۹۰۳ تأسیس شد. در اتریش نه روحانیت وجود دارد. هر یک از اسقف اعظم وابسته به یک نهاد Caritas است.

## کارمند

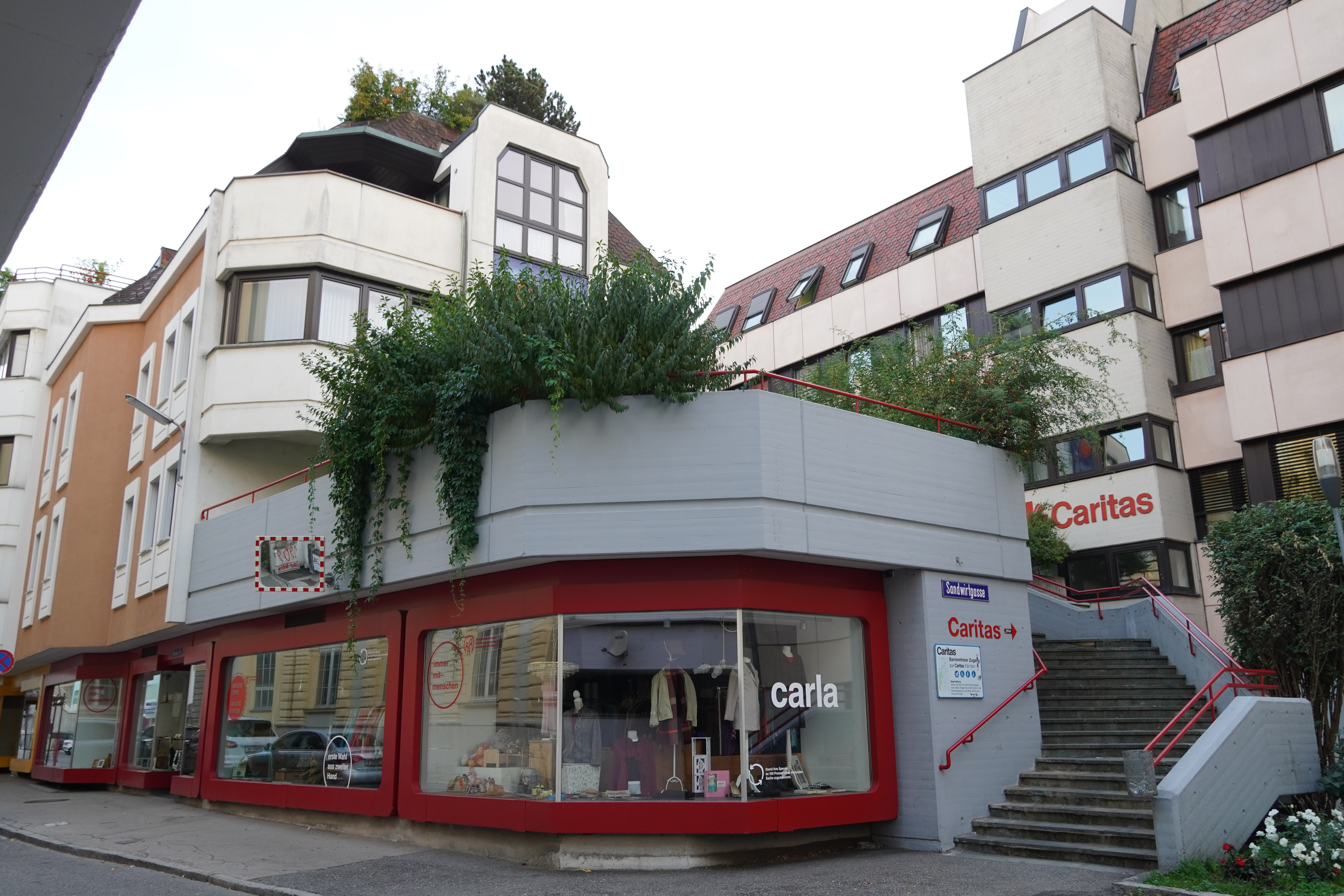
مرتبط

در سال ۲۰۱۸، ۱۵۴۸۴ کارمند تمام وقت در حدود ۵۰ هزار داوطلب در کلیساها و موسسات کاریتاس حضور داشتند. در میان دیگر موارد، آنها در ۳۶ مرکز مشاوره در بخش اجتماعی، ۳۴ امکانات برای افراد بی خانمان کار می‌کنند که ۱۰ خانه برای مادران بی خانمان و کودکانشان (خانه‌های مادر و کودک) در ۲۴۷ خانه پناهنده و ۳۶ مرکز مشاوره برای مهاجرین کار می‌کنند. کاریتاس همچنین ۴۸ خانه ارشد و پرستاری (برای حدود ۴۷۵۰ سالمند) را اداره می‌کند. ۳٬۰۱۳ کارمند پس از حدود ۶٬۸۷۷ نفر (پروژه‌های اجتماعی روانپزشکی، کار و غیره) مراقبت می‌کنند.
در سال ۲۰۱۸، ۱۵۴۸۴ کارمند تمام وقت در حدود ۵۰ هزار داوطلب در کلیساها و موسسات کاریتاس حضور داشتند. در میان چیزهای دیگر، آنها در ۳۶ مرکز مشاوره اجتماعی، ۳۴ پناهگاه بی خانمان، از جمله ۱۰ خانه مادری و کودک، ۲۴۷ پناهگاه پناهندگی و ۳۶ مرکز مشاوره مهاجرت کار می‌کنند. کاریتاس همچنین ۴۸ خانه ارشد و پرستاری (برای حدود ۴۷۵۰ سالمند) را اداره می‌کند. ۳٬۰۱۳ کارمند از حدود ۶٬۸۷۷ نفر (زندگی نیمه وقت و تمام وقت، از جمله روانپزشکی اجتماعی، پروژه‌های کار و غیره) مراقبت می‌کنند.

## ساختار
کاریتاس اتریش از نه نهاد مستقل با مسئولیت مالی خود در ائتلاف اتریش تشکیل شده‌است. هماهنگی مرکزی در حال حاضر شامل مایکل لانداو به عنوان رئیس‌جمهور و همچنین دو کلینتر کلینتون کریستوف پتریک شوفتر (دبیرکل برنامه‌های بین‌المللی) و برند واکتر است. هر مؤسسه Caritas تنها دارای مجوز قانونی خود است و به عنوان یک سازمان پشتیبانی برای خدمات اجتماعی عمل می‌کند. اکثر آنها به عنوان یک انجمن تحت قانون کلیسا ثبت شده‌اند.
- Caritas Vorarlberg
- Caritas اسقف اعظم وین
- Caritas سنت Pölten
- Caritas Burgenland
- Caritas اسقف اعظم گرز-اسکوکو
- Caritas در بالا اتریش
- انجمن کارنینگ کارنینگ
- Caritas اسقف اعظم اینسبروک
- Caritas در آرژانتین Salzburg

در هر سرزمین یک کاریتا کلیسایی وجود دارد: در کل ۳۳٬۰۰۰ کاریتا کاریتورهای والدین برای «خیریه پر انرژی» کار می‌کنند. سازماندهی خدمات بازدید، جلسات ارشد، جمع‌آوری کمک‌های مالی، گروه‌های گفتگو، بازار اجناس دست دوم، نمایشگاه Caritas، برنامه‌های تعطیلات کودکان، کمک مالی شخصی، کمک پناهجویان، مجموعه‌های خانه و غیره سازماندهی می‌کنند.

## توسعه

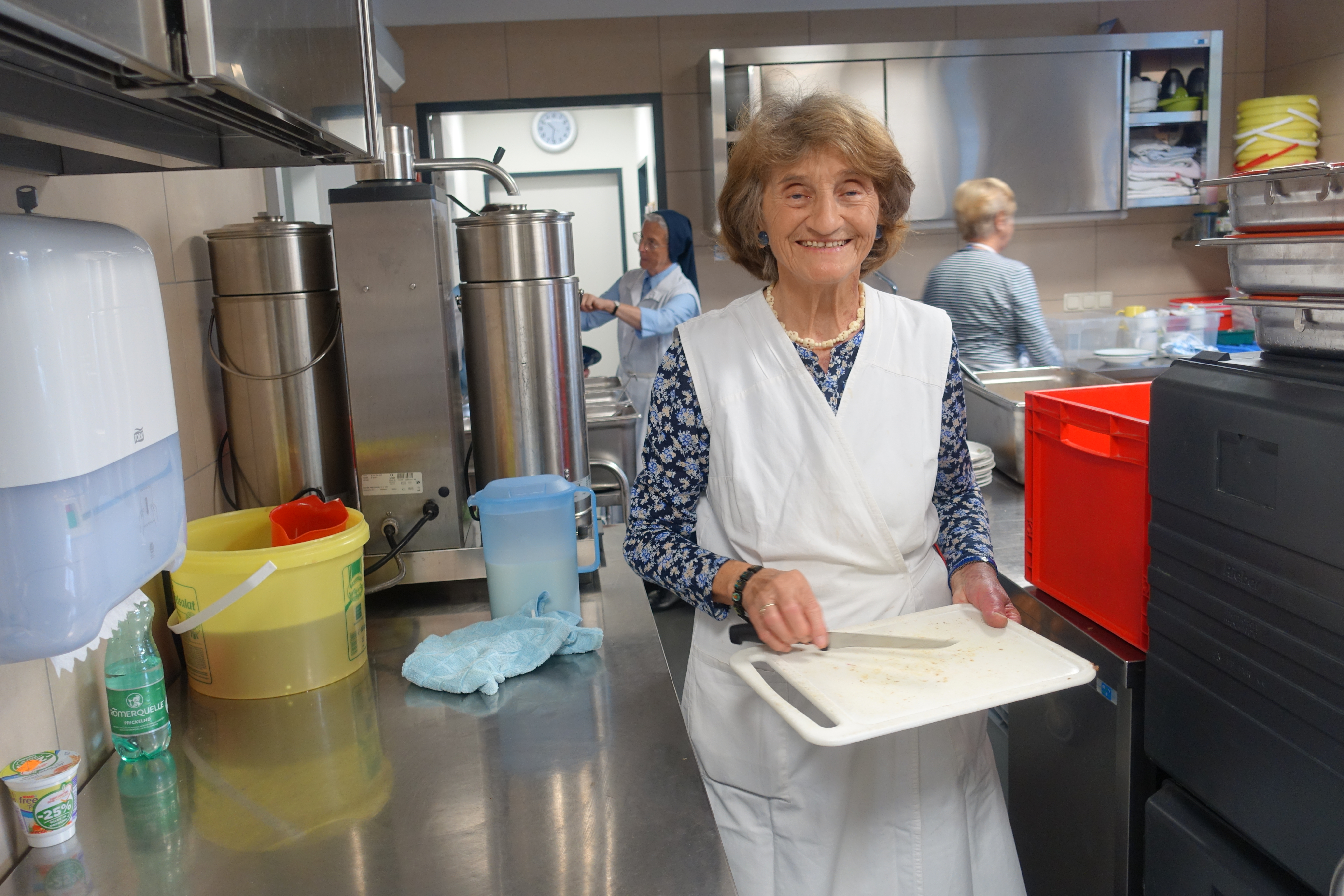
داوطلب کاریتاس در انبار غذا در گراتس

در دهه‌های اخیر، کاریتاس خود را از یک شرکت سرمایه‌گذاری به یک ارائه دهنده خدمات عمومی بخش تبدیل کرده‌است. در عین حال (۲۰۱۷) تنها حدود ۸٪ از هزینه‌های اهدا شده (از جمله کمک‌های کلیسا)، در سال ۲۰۱۵ حدود ۱۰٪ بود. اکثریت قریب به اتفاق (۶۲٪) براساس هزینه‌های خدمات عمومی، باقی مانده عمدتاً بر اساس هزینه‌های خصوصی و (دولتی) یارانه‌ها است.

## منبع
1. 1 2 3 4  "Zahlen und Fakten zur Arbeit der Caritas". Caritas Österreich. Retrieved 2019-02-23.
2. ↑  "Pfarrcaritas". Caritas Österreich. Retrieved 2019-02-23.
3. ↑  "Caritas & Du Wirkungsbericht 2016" (PDF). Caritas Österreich. p. 18. Retrieved 2019-02-23.